# Generale Prins Willempolder 2e deel

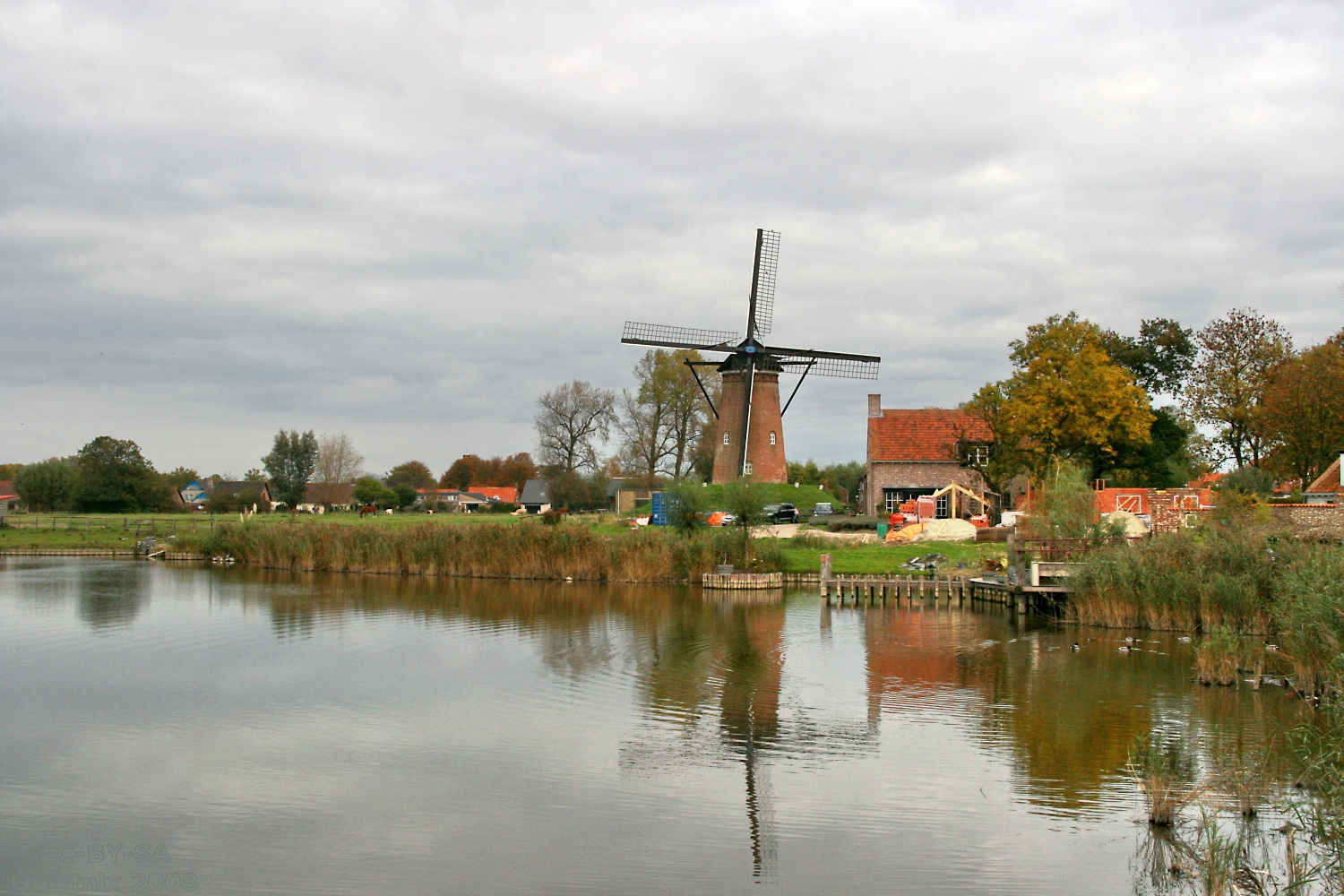
De Molenkreek te Schoondijke

De Generale Prins Willempolder 2e gedeelte is een van de grootste bedijkingsprojecten die ooit in Zeeland zijn uitgevoerd. Deze bedijking vond plaats na de Vrede van Münster, toen de gevolgen van de inundaties van Zeeuws-Vlaanderen ten tijde van de Tachtigjarige Oorlog met kracht ongedaan werden gemaakt.
De merkwaardige naam komt voort uit het feit dat er ook Prins Willempolder 1e gedeelte bestond, bestaande uit herdijkingen van een aantal polders tussen de Brugsche Vaart en de Passageule De Willempolders zijn overigens vernoemd naar Stadhouder Willem II.
Het tweede gedeelte van de Willempolders was echt spectaculair. Het betrof een gebied van 1975 ha en het werd aangelegd volgens de gebruiken van de Renaissance: een regelmatig patroon van elkaar loodrecht snijdende, kaarsrechte wegen. De langste was de centrale Lange Herenweg van Oostburg via Schoondijke naar Sasput. De aanleg vond plaats in 1651 en 1652. Op het kruispunt van de Lange Herenweg en de Willemsweg werd het nieuwe kruiswegdorp Schoondijke gebouwd. Dit is vernoemd naar een eertijds verdwenen dorp.
Naast het dorp Schoondijke vindt men in of aan de rand van de polder nog de buurtschappen Maaidijk, Tragel, Sasput, Steenhoven en Veldzicht, terwijl het westelijke deel van de polder wordt ingenomen door de Tragelwijk, een woonwijk van Oostburg. In de polder vindt men de kreekrestanten Molenkreek en Gaternissekreek.
De Generale Prins Willempolder wordt begrensd door de Tragel, de Statendijk, de Steenhovensedijk, de Philipsweg, de Kaas en Broodse Dijk en de Maaidijk. Boerderijen hebben namen als: Levensmoed, Welgelegen, Bruhane, Kruisweg, Prins Willem, Jentohoeve, en De Kienstee.